# Baader Bank
Baader Bank AG es un banco de inversión alemán con sede en Unterschleißheim, cerca de Múnich, que opera en la región DACH (Alemania, Austria y Suiza) y se dedica a la negociación de instrumentos financieros.
En banca de inversión, el Banco desarrolla soluciones de financiación para empresas de la región germanófona. Como creador de mercado, el banco es responsable de la fijación de precios de más de 800.000 valores.
Fue fundado el 1 de julio de 1983 por Uto Baader.